# Elektrolytstörung
Elektrolytstörung bezeichnet in der Medizin die pathophysiologische Abweichung der Konzentration eines oder mehrerer physiologisch bedeutsamer Elektrolyte vom Normalbereich.
Grundsätzlich können im Haushalt aller in den Körperflüssigkeiten gelösten Ionen Ungleichgewichte auftreten und zu Störungen führen. Die wichtigsten Elektrolytstörungen betreffen die Blutplasma-Spiegel der Kationen von Kalium (K+), Natrium (Na+), Calcium (Ca2+) und Magnesium (Mg2+) sowie der Anionen Bicarbonat, Phosphat und Lactat. Elektrolytstörungen können lokal begrenzt, etwa im Innenohr, oder – häufiger – systemisch im Körper auftreten. Abhängig vom Ausmaß der Abweichung kann es sowohl bei kurzfristigen wie auch bei andauernden Konzentrationsveränderungen zu Störungen biochemischer und biophysikalischer Abläufe kommen, die mit schwerwiegenden Störungen von Organfunktion einhergehen können. Ernste systemische Elektrolytstörungen führen zu Störungen der Muskelfunktion, der Herzaktion, des peripheren wie des zentralen Nervensystems, zu einem multiplen Organversagen und schließlich zum Tod.

## Bezeichnungen
Für die labormedizinisch festgestellten Normwertabweichungen des untersuchten Blutes sind kennzeichnende Ausdrücke gebräuchlich, wobei
* der Wortstamm den Namen des Elektrolyten angibt,
* das Präfix anzeigt, ob der Elektrolytspiegel abnorm erhöht (Hyper-) oder erniedrigt (Hypo-) ist,
* und das Suffix -ämie daran erinnert, dass es sich bei den Angaben jeweils um Blutwerte handelt.

## Häufige Elektrolytstörungen
| Elektrolyt | Chemische Formel | Erhöhte Konzentration                       | Verringerte Konzentration                 |
| ---------- | ---------------- | ------------------------------------------- | ----------------------------------------- |
| Natrium    | Na+              | Hypernatriämie                              | Hyponatriämie                             |
| Kalium     | K+               | Hyperkaliämie                               | Hypokaliämie                              |
| Calcium    | Ca2+             | Hyperkalzämie                               | Hypokalzämie                              |
| Magnesium  | Mg2+             | Hypermagnesiämie                            | Hypomagnesämie                            |
| Chlorid    | Cl−              | Hyperchlorämie                              | Hypochlorämie                             |
| Phosphat   | PO43−            | Hyperphosphatämie                           | Hypophosphatämie                          |
| Bikarbonat | HCO3−            | Hyperbikarbonatämie (metabolische Alkalose) | Hypobikarbonatämie (metabolische Azidose) |